# Greg Zuerlein
Greg Zuerlein (Lincoln, 27 dicembre 1987) è un giocatore di football americano statunitense che gioca nel ruolo di kicker per i New York Jets della National Football League (NFL). Fu scelto nel corso del sesto giro (171º assoluto) del Draft NFL 2012 dai Rams. Al college ha giocato a football alla Missouri Western State University.

## Carriera

### St. Louis/Los Angeles Rams

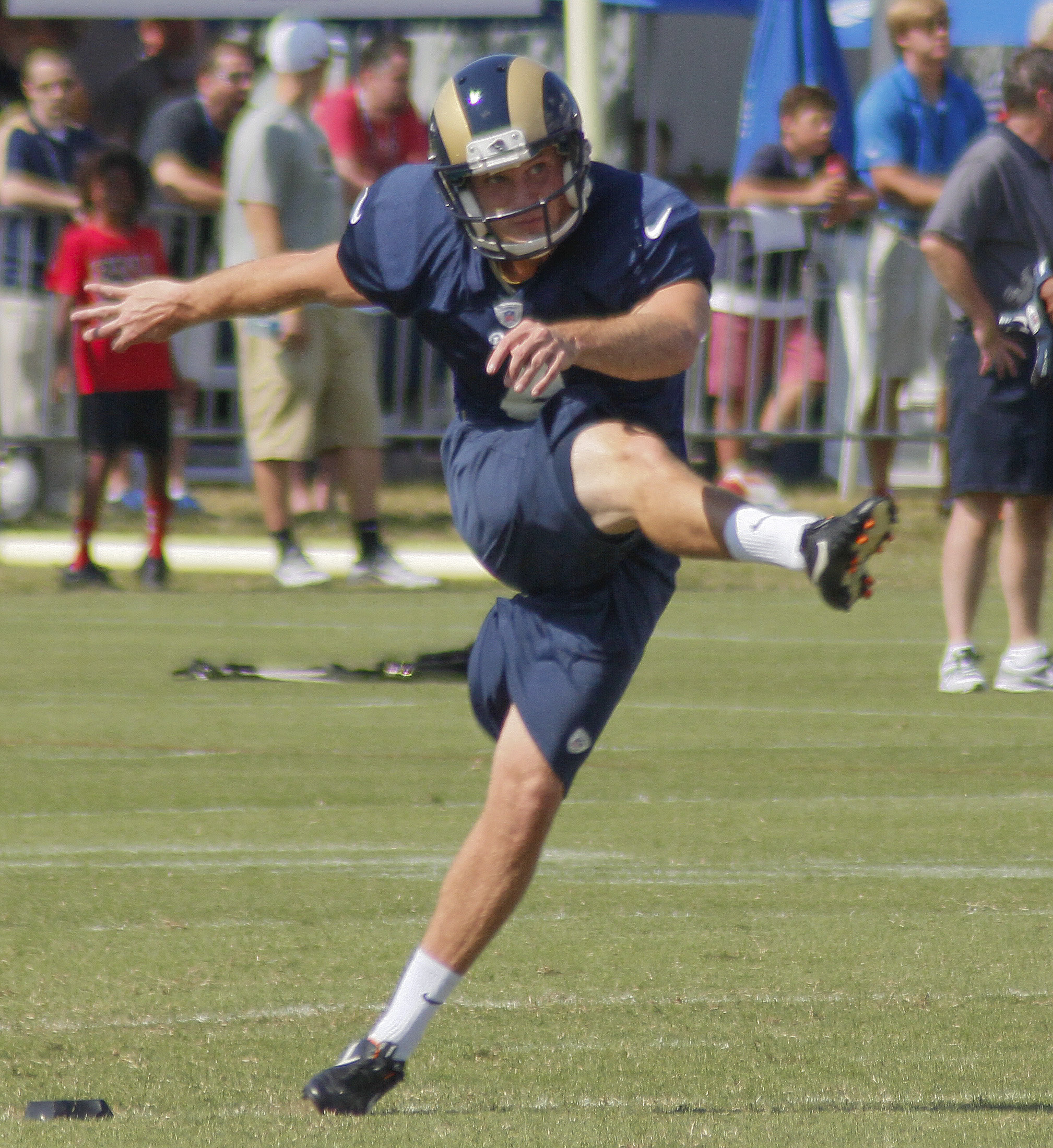
Zuerlein nel training camp 2013

Il 28 aprile 2012, Zuerlein fu scelto nel corso del sesto giro del Draft 2012 dai St. Louis Rams. Dopo tale selezione, i Rams svincolarono il precedente kicker Josh Brown, il quale si trovava nell'anno finale del suo contratto quinquennale da 14,5 milioni di dollari.
Nella settimana 3 contro i Chicago Bears, Zuerlein segnò un field goal dalla distanza di 56 yard, il più lungo nella storia del Soldier Field.
Nella settimana 4, Zuerlein trasformò un field goal da 60 yard contro i Seattle Seahawks, superando il suo stesso record di franchigia di 58 yard stabilito in precedenza nella stessa partita. Il precedente detentore del primato era Jeff Wilkins che l'aveva stabilito 14 anni prima. Egli divenne inoltre il primo giocatore nella storia della NFL a segnare un field goal da 60 yard e uno da oltre 50 nella stessa partita. Per questa prestazione vinse il premio di miglior giocatore degli special team della NFC della settimana e fu candidato al premio di rookie della settimana.
Nella vittoria a sorpresa della settimana 13 contro i San Francisco 49ers, il kicker prima pareggiò la gara negli istanti finali dei tempi regolamentari e poi nei tempi supplementari segnò il field goal della vittoria dalla distanza di 53 yard.
Nella prima gara della stagione 2013 contro i Cardinals, Zuerlein segnò il field goal della vittoria da 48 yard a 40 secondi dal termine.
L'8 novembre 2015, Zuerlein migliorò nuovamente il suo record di franchigia segnando un field goal da 61 yard contro i Vikings.
Nel quarto turno della stagione 2017, Zuerlein superò il record dei Rams stabilito da Jeff Wilkins nel 2006 segnando 7 field goal su 7 nella vittoria sui Dallas Cowboys per 35-30. Per questa prestazione fu premiato come giocatore degli special team della settimana per la terza volta in carriera. Alla fine di ottobre fu premiato come giocatore degli special team della NFC del mese in cui segnò 51 punti, 14 field field goal e 9 extra point. Lo stesso premio lo ricevette il mese successivo dopo avere segnato 12 field goal su altrettanti tentativi e 11 extra point su 12.  A fine stagione fu convocato per il suo primo Pro Bowl e inserito nel First-team All-Pro dopo avere guidato la NFL con 158 punti segnati.
Nei playoff 2018-2019, i Rams batterono i Cowboys e i Saints, qualificandosi per il loro primo Super Bowl dal 2001.

### Dallas Cowboys
Il 27 marzo 2020 Zuerlein firmò un contratto triennale del valore di 7,5 milioni di dollari con i Dallas Cowboys.

### New York Jets
Il 26 marzo 2022 Zuerlein firmò un contratto di un anno con i New York Jets. Nel tredicesimo turno segnó un field goal dalla distanza di 60 yard, un nuovo record di franchigia.

## Palmarès

### Franchigia
- National Football Conference Championship: 1

Los Angeles Rams: 2018

### Individuale
- Convocazioni al Pro Bowl: 1

2017
- First-team All-Pro: 1

2017
- Giocatore degli special team della NFC del mese: 2

ottobre e novembre 2017
- Giocatore degli special team della NFC della settimana: 4

4ª e 13ª del 2012, 4ª e 10ª del 2017

### Record NFL
- Primo giocatore nella storia della NFL a segnare un field goal da 60 yard e uno da oltre 50 nella stessa partita
- Più lungo field goal segnato nel primo quarto di gioco: 58 yard (condiviso con Nick Lowery)
- Più lungo field goal segnato nel terzo quarto di gioco: 60 yard
- Maggior numero di field goal da oltre 50 yard tentati in una stagione: 13
- Primo giocatore della storia a segnare due field goal da più di 58 yard in una partita
- Primo giocatore a pareggiare una partita con un field goal da più di 50 yard alla fine dei tempi regolamentari e a vincerla con un field goal da più di 50 yard nei tempi supplementari.

### Record dei Los Angeles Rams
- Field goal più lungo nella storia dei Rams: 61 yard
- Maggior numero di field goal segnati in una partita: 7